# CK Андромеды
CK Андромеды (лат. CK Andromedae) — одиночная переменная звезда в созвездии Андромеды на расстоянии приблизительно 5572 световых лет (около 1709 парсеков) от Солнца. Видимая звёздная величина звезды — от +12,1m до +11m.

## Характеристики
CK Андромеды — красно-оранжевый гигант, пульсирующая медленная неправильная переменная звезда (LB)' спектрального класса K5, или M0'. Радиус — около 66,86 солнечных, светимость — около 972,679 солнечных. Эффективная температура — около 3942 K.